# Prosper Bonaventure Ky
Prosper Bonaventure Ky (né le 10 janvier 1965 à Toma) est un évêque catholique au Burkina Faso, évêque de Dédougou (en) depuis 2018.

## Biographie
Prosper Bonaventure Ky est né le 10 janvier 1965 à Toma, dans la région de la Boucle du Mouhoun, au Burkina Faso, plus précisément dans le diocèse de Dédougou. Attiré par la vocation sacerdotale, il fait ses études dans les séminaire religieux. Il fréquente d'abord le grand séminaire Saint Jean-Baptiste de Wayalgê, situé à Ouagadougou, il y fait des études en philosophie. Par la suite, il étudie la théologie au Grand Séminaire Saint Pierre Claver de Koumi, à Bobo-Dioulasso.
Il est ordonné prêtre le 23 juillet 1994 et incardiné dans le diocèse de Nonna-Dédougou. Peu après son ordination, il se consacre au service pastoral et à l'enseignement. Entre 1994 et 1998, il devient professeur au petit séminaire de Nasso, à Bobo Dioulasso. Il est ensuite nommé vicaire paroissial à la cathédrale de Dédougou, où il exerce son ministère de 1999 à 2000. Il devient directeur et professeur au petit séminaire de Tionkuy, dans son diocèse d'origine, une fonction qu'il occupe de 2000 à 2003.
En 2003, il entame  études doctorales en psychologie à Rome, à la l'université pontificale salésienne. Il reste à Rome jusqu'en 2010, année où il retourne au Burkina Faso.
De retour dans son pays, il continue son service au sein de l'Église en tant que vicaire paroissial de Toma, de 2010 à 2012. Dès 2012, il est nommé secrétaire permanent du clergé africain au Burkina Faso, Il devient également responsable de la maison des séminaristes.

### Épiscopat
Le 24 avril 2018, le pape François le nomme évêque ordinaire du diocèse de Dédougou. Il est consacré le 21 juillet 2018 par le cardinal Philippe Ouédraogo en la cathédrale Sainte-Anne de Dédougou,. Il est le troisième évêque de Diédougou.